# Action serbe

Drapeau d’Action serbe.

Action serbe (serbe: Србска Акција / Srbska Akcija) est un mouvement ultranationaliste et fasciste clérical, actif en Serbie depuis 2010,.

## Histoire
Le mouvement Action serbe (Srbska Akcija) a été fondé par un jeune avocat diplômé de la faculté de droit de l'université de Belgrade, au début de l'année 2010,.
Action serbe s'est fait connaître du public en décembre 2014, lorsque la police serbe a arrêté plusieurs de ses militants pour incitation à la haine, à la suite d'une distribution nationale de tracts contre les colonies de peuplement illégales de Roms et invitant au lynchage de ces derniers. La propagande haineuse d'Action serbe a été vivement condamnée par la classe politique serbe, et, au sommet de l'État, par Kori Udovički, vice-présidente du gouvernement,. En cette année 2014, le groupuscule d'extrême droite rassemblait une cinquantaine de membres et sympathisants, des étudiants âgés de 20 à 32 ans pour la plupart.
Après le début des troubles civils en Ukraine, un groupe de militants d'Action serbe se sont portés volontaires et ont combattu dans le Donbass. Ils ont critiqué le gouvernement serbe pour avoir toléré des volontaires parmi les citoyens de l'État islamique, tout en persécutant des volontaires en Ukraine.

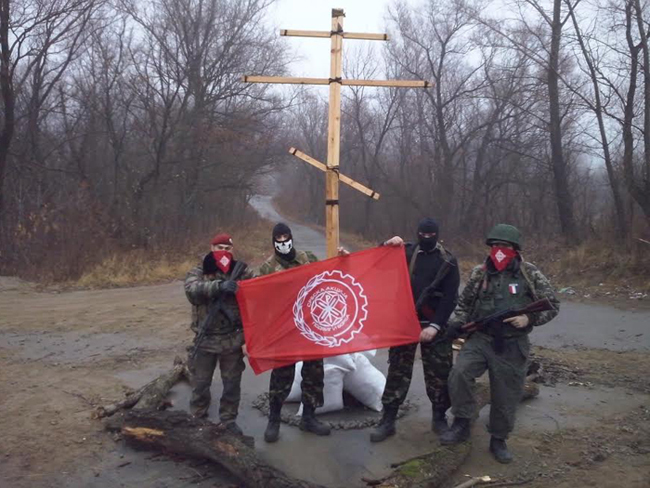
Volontaires d'Action serbe en Ukraine (côté pro-russe).

En 2014, les membres d'Action serbe ont assisté à une marche polonaise organisée chaque année en soutien à la revendication serbe sur le Kosovo, appelée Kosowo jest serbskie (le Kosovo est la Serbie).
En mai 2014, lors des grandes inondations, des activistes d'Action serbe se sont portés volontaires pour fournir des fournitures et des hommes afin d'aider les personnes touchées par la tragédie.
Le 11 juillet, Action serbe a publié un texte sur son site, « енерале, хвала ти! » (« Général, merci! »), remerciant Ratko Mladic pour la libération de Srebrenica, où il est dit que le massacre de 5 000 Bosniaques est une propagande anti-serbe occidentale.
Le 22 mars 2015, Action serbe a participé à un forum international conservateur russe.
Action serbe est également active dans les universités, organisant des réunions et des manifestations. Fin 2014, les autorités ont annulé l'une de leurs réunions, organisée au sein de l'université de Belgrade, comme un tribunal prétendant juger « les crimes communistes en Serbie », en réponse desquels Action serbe a affirmé que les communistes et leurs répressions sont toujours présents dans les universités.
En 2015, ils ont organisé une marche des étudiants pour marquer le 20e anniversaire de l'opération Tempête et pour protester contre sa célébration par la Croatie. Des milliers de personnes ont assisté à la marche.
Au plus fort de la crise des migrants en Europe, Action serbe a appelé à une manifestation contre l'immigration et les demandeurs d'asile. La manifestation a été interdite par la police serbe, qui a empêché quiconque d'y assister.
Le 19 septembre, Action serbe a organisé une marche avec le slogan « Pour une Serbie en bonne santé ». C'était une contre-manifestation face à un défilé en faveur des droits LGBT. Environ un millier de personnes y ont assisté.
Action serbe est connu pour sa glorification de Milan Nedić, le chef du gouvernement du salut national serbe pendant la Seconde Guerre mondiale, qui a collaboré avec les Allemands et était responsable de l'Holocauste en Serbie et de la persécution des communistes serbes pendant la guerre. En février 2018, des membres d'Action serbe faisaient partie de la cinquantaine de militants d'extrême droite manifestant à Belgrade en mémoire de Nedić, dont les descendants réclament la réhabilitation.

## Idéologie
Les idéaux d'Action serbe reposent en grande partie sur les enseignements de saint Nicolas d'Ochrid et de l'homme politique serbe Dimitrije Ljotić, dirigeant du mouvement fasciste pro-italien et pro-nazi, le ZBOR. Le christianisme orthodoxe est considéré comme l'un des principaux piliers de la société et elle s'oppose fermement à la laïcité, prônant le rétablissement de la monarchie orthodoxe. Une coopération accrue entre les nations orthodoxes chrétiennes est présentée comme une alternative aux intégrations européennes. Action serbe a également des idées antidémocratiques fortes et exprime l'idée d'un Parlement composé de représentants des professions plutôt que de représentants des partis politiques. Se considérant elles-mêmes comme paneuropéennes et antisionistes, leurs actions vont à l'encontre du multiculturalisme, de la promotion des droits des LGBT et de la légalisation des drogues, ainsi que de la préservation du peuple serbe et de sa survie biologique.

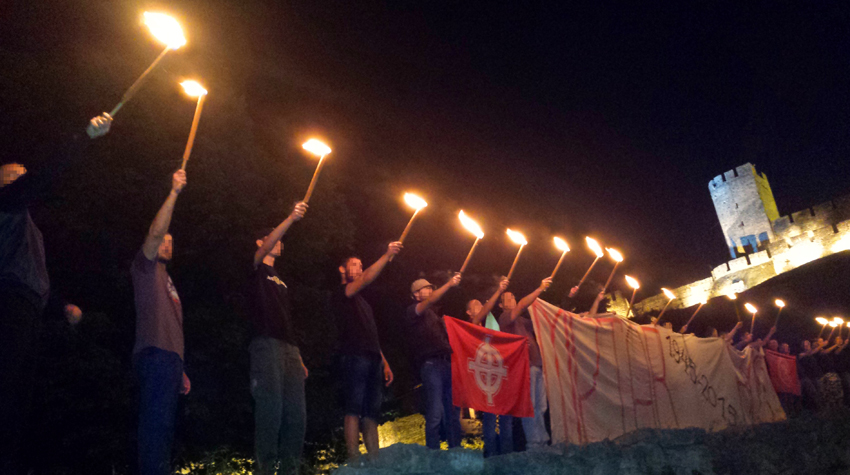
Activistes d'Action serbe rendant hommage à Dimitrije Ljotić pour les 70 ans de sa mort.

En outre, Action serbe se présente comme un mouvement nationaliste révolutionnaire chrétien orthodoxe et tercériste, affirmant que le nationalisme et la lutte pour la justice sociale sont liés.
Les militants d'Action serbe sont encouragés à s'améliorer spirituellement et physiquement, dans le but de devenir un « soldat politique ».
L’organisation est souvent décrite dans les médias, par ses opposants politiques et par certains observateurs, comme néo-fasciste,,, ou néonazie,,. Cependant, d'autres universitaires suggèrent que les accusations de néonazisme reposent sur le fait qu'Action serbe utilise la croix celtique et affiche de la sympathie pour Dimitrije Ljotić et Milan Nedić, bien que son idéologie soit essentiellement cléricaliste et nationaliste chrétien, de sorte qu'Action serbe serait plutôt comparable à Obraz, avec certains aspects néo-nazis au sein de l'organisation.

## Coopération internationale
Action serbe coopère étroitement avec le parti nationaliste grec Aube dorée. Ils ont échangé des visites lors de marches et se sont soutenus. En 2013, des militants d'Action serbe ont manifesté et distribué du matériel publicitaire en faveur des membres persécutés de l'Aube dorée. La même année, un représentant d'Aube dorée s'est joint à la marche d'Action serbe et l'a soutenue. En 2015, Action serbe a félicité Aube dorée pour son résultat électoral de 7,5%,. Action serbe a des liens avec la Kolovrat Division (organisation séparatiste pro-russe d'extrême droite en Ukraine).